# Monte Sodoma
Monte Sodoma (en hebreo: הר סדום, Har Sedom) es una colina a lo largo de la parte suroeste del mar Muerto en Israel, parte del Parque natural desierto de Judea. Se cree que el Monte Sodoma comenzó sus elevación hace miles de años, y aún continúa creciendo a una tasa elevada de 3,5 mm por año.
Lo más notable, es que está compuesta casi enteramente de halita o sal gema. Posee aproximadamente cinco millas (8 kilómetros) de largo, a tres millas (5 km) de ancho, y está a 742 pies (226 m) por encima del nivel de agua del mar muerto, pero a 557 pies (170 m) bajo el nivel del mar. Debido a la intemperie, a veces algunas de sus porciones se separan. Uno de estos pilares separados ha sido etiquetado como la "esposa de Lot", una referencia a la mujer de Lot en el relato bíblico de la destrucción de Sodoma y Gomorra.